# Coppa dell'Associazione calcistica degli Emirati Arabi Uniti 1992-1993
La  UAE FA Cup 1992-1993  è la prima edizione della competizione.
La competizione è stata vinta dall'Al-Wasl in finale contro l'Al-Ahli Club.

## Finale
| Dubai 1993 | Al-Wasl | 2 – 0 | Al-Ahli Dubai |  |